# Minerva (Ohio)
Minerva és una població dels Estats Units a l'estat d'Ohio. Segons el cens del 2000 tenia 3.934 habitants.

## Demografia
Segons el cens del 2000, Minerva tenia 3.934 habitants, 1.603 habitatges, i 1.082 famílies. La densitat de població era de 709,8 habitants/km².
Dels 1.603 habitatges en un 30,3% hi vivien nens de menys de 18 anys, en un 51,1% hi vivien parelles casades, en un 12,9% dones solteres, i en un 32,5% no eren unitats familiars. En el 28,4% dels habitatges hi vivien persones soles el 13,1% de les quals corresponia a persones de 65 anys o més que vivien soles. El nombre mitjà de persones vivint en cada habitatge era de 2,38 i el nombre mitjà de persones que vivien en cada família era de 2,91.
Per edats la població es repartia de la següent manera: un 23,6% tenia menys de 18 anys, un 8,8% entre 18 i 24, un 25,7% entre 25 i 44, un 23,5% de 45 a 60 i un 18,5% 65 anys o més.
L'edat mediana era de 40 anys. Per cada 100 dones de 18 o més anys hi havia 86,2 homes.
La renda mediana per habitatge era de 33.468 $ i la renda mediana per família de 39.669 $. Els homes tenien una renda mediana de 30.477 $ mentre que les dones 21.156 $. La renda per capita de la població era de 16.853 $. Aproximadament el 6,3% de les famílies i el 9,8% de la població estaven per davall del llindar de pobresa.

## Poblacions més properes
El següent diagrama mostra les poblacions més properes.